# Pedro Navarro Castillo
Pedro Ignacio Navarro Castillo (Santiago, Chile, 30 de marzo de 2001) es un futbolista chileno que se desempeña como lateral izquierdo y milita en Unión San Felipe de la Primera B de Chile.

## Trayectoria
Debutó a los 19 años en el Athletic Club Barnechea en su ciudad de nacimiento, Santiago. En su instancia como cedido a Barnechea durante 1 año, luego de cumplir el periodo, vuelve del préstamo hacia el club que lo vio nacer, Colo-Colo, para suplir la salida de Miiko Albornoz, siendo considerado en el plantel de honor, para disputar la temporada 2022 de la Primera División del futbol chileno.
El 27 de julio de 2023, se oficializa su llegada a préstamo desde el "Cacique" al Club Deportivo O'Higgins de la Primera División de Chile.

## Estadísticas

### Clubes
| Club              | Div.          | Temporada     | Liga  | Liga  | Copas nacionales | Copas nacionales | Torneos internacionales | Torneos internacionales | Total | Total |
| Club              | Div.          | Temporada     | Part. | Goles | Part.            | Goles            | Part.                   | Goles                   | Part. | Goles |
| ----------------- | ------------- | ------------- | ----- | ----- | ---------------- | ---------------- | ----------------------- | ----------------------- | ----- | ----- |
| Barnechea · Chile | 2ª            |               |       |       |                  |                  |                         |                         |       |       |
| Barnechea · Chile | 2ª            | 2021          | 27    | 0     | 3                | 0                | —                       | —                       | 30    | 0     |
| Barnechea · Chile | Total club    | Total club    | 27    | 0     | 3                | 0                | 0                       | 0                       | 30    | 0     |
| Colo-Colo · Chile | 1ª            | 2022          | 0     | 0     | 0                | 0                | 0                       | 0                       | 0     | 0     |
| Colo-Colo · Chile | Total club    | Total club    | 0     | 0     | 0                | 0                | 0                       | 0                       | 0     | 0     |
| O'Higgins · Chile | 1ª            |               |       |       |                  |                  |                         |                         |       |       |
| O'Higgins · Chile | 1ª            | 2023          | 4     | 0     | 0                | 0                | —                       | —                       | 4     | 0     |
| O'Higgins · Chile | Total club    | Total club    | 4     | 0     | 0                | 0                | 0                       | 0                       | 4     | 0     |
| Total carrera     | Total carrera | Total carrera | 31    | 0     | 3                | 0                | 0                       | 0                       | 34    | 0     |
| 1. 2.             |               |               |       |       |                  |                  |                         |                         |       |       |

### Resumen estadístico
| Competición      | Partidos | Goles |
| ---------------- | -------- | ----- |
| Primera división | 4        | 0     |
| Segunda división | 27       | 0     |
| Copa Chile       | 3        | 0     |
| Total            | 34       | 0     |

## Palmarés

### Títulos nacionales
| Título             | Equipo           | País  | Año  |
| ------------------ | ---------------- | ----- | ---- |
| Supercopa de Chile | C.S.D. Colo-Colo | Chile | 2022 |
| Primera División   | C.S.D. Colo-Colo | Chile | 2022 |